# Peter Manjarrés
Pedro Rafael Manjarrés Romero (Valledupar, 26 de julio de 1974) más conocido como Peter Manjarrés, es un odontólogo y cantante colombiano de música vallenata. Manjarrés hace parte del Vallenato Nueva Ola.
Manjarrés y el acordeonero Sergio Luis Rodríguez han ganado el premio Grammy Latino en la categoría Cumbia/Vallenato en dos ocasiones (edición 2007 y edición 2009).
A 2012, entre los logros y reconocimientos a Manjarrés figuraban además dos premios Congos de Oro en el Festival de Orquestas y Acordeones del Carnaval de Barranquilla, dos premios 'Nuestra Tierra', ocho Premios Luna, un premio Mi Gente TV, cuatro discos de oro, dos discos de platino, un doble disco de platino y un triple disco de platino por las millonarias ventas derivadas de sus producciones musicales.

## Trayectoria
Peter Manjarrés estudió en la Facultad de Odontología del Colegio Odontológico Colombiano, donde se graduó como odontólogo.
Su vocación de cantante nació inicialmente como afición, pero fue en 1999 decidió dedicarse de lleno al folclor vallenato. Manjarrés formó una agrupación musical con el acordeonero Juan Mario "Juancho" De la Espriella, con quien grabó tres producciones musicales. 
Luego Manjarrés formó pareja musical entre 2003 y 2004 con el acordeonero Franco Argüelles.
Su siguiente pareja musical fue el acordeonero Sergio Luis Rodríguez, quien fue Rey del Festival de la Leyenda Vallenata en 2009. Este después de 12 años de carrera junto a Manjarrés, comunicó su retiro ya que se sentía fatigado, eso ligado a un problema auditivo que lo aquejaba desde el Festival Vallenato de 2016. Durante el tiempo juntos hicieron ocho producciones discográficas.
Actualmente trabaja con el joven acordeonero Dani Maestre, Quien fue rey vallenato infantil en 2009 y rey juvenil en 2015 en el Festival de la Leyenda Vallenata, con Daniel ‘Dani’ Guillermo Maestre Alvarado lanzó a finales del año 2019 un álbum de 16 canciones titulado "El Preferido" en el cual tiene colaboraciones con Ana del Castillo, Carlos Rueda y Rolando Ochoa.

## Colaboraciones
- Peter Manjarres & Banda Juvenil De Chocho - Amor De Mi Sabana
- Peter Manjarres & Bazurto All Star - Carnaval De Amor
- Peter Manjarres & Chelito De Castro & Ivan Villazon & Jorge Celedon - El Carnaval Del Joe
- Peter Manjarres & Diomedes Diaz - El Vivo Vive Del Bobo
- Peter Manjarres & El Mono Zabaleta & Dani Maestre - Amor De Locos
- Peter Manjarres & Elton Jiménez & Dionisio Díaz & Mayra Argüelles - El Amor Amor  Acordeón: Hugo Carlos Granados
- Peter Manjarres & Fabian Corrales - Mosaico Escalona
- Peter Manjarres & Felipe Pipe Pelaez - Encontré Lo Que Quería
- Peter Manjarres & Felipe Pipe Pelaez – La Magia En Tus Ojos
- Peter Manjarres & Felipe Pipe Pelaez - Llego El Momento
- Peter Manjarres & Jorge Celedon & Ivan Villazon & Ivo Diaz & Martin Elias & Poncho Zuleta & El Cocha Molina & Hugo Carlos Granados- Los Cuatro Aires Del Vallenato
- Peter Manjarres & Jorge Pabuena - No Me Dejes
- Peter Manjarres & Juan Piña & Banda De San Marcos - La Molinera
- Peter Manjarres & Kvrass - El Fin De Semana
- Peter Manjarres & La Banda De La Paz - El Viento
- Peter Manjarres & Latin Dreams - Fuistes Mala
- Peter Manjarres & Luchito Daza - El Ambicioso
- Peter Manjarres & Michel Torres & Gustavo Osorio - Me Tiene Loqueando
- Peter Manjarres & Omar Geles - Que Tienes Tu (Omar Geles Suarez) 	2005
- Peter Manjarres & Pompy Rosado - La Sombra
- Peter Manjarres & Silvestre Dangond - La Cosita
- Peter Manjarres & Silvio Brito & Ivan Villazon & Beto Zabaleta  & Margarita Doria & Jean Carlos Centeno & Ivo Diaz & Rafa Pérez & Elder Diaz & Orangel El Pangue Maestre- Ausencia Sentimental
- Peter Manjarres & Wilber Nicolas Mendoza – Fanny

[2007] El Más Grande Con Los Grandes - Feat Alfredo Gutiérrez
- Callate Corazón  (Tobias Enrique Pumarejo)
- El Amor Amor (Con Ivan Villazon, Otto Serge & Alfredo Gutiérrez) (Del Folklor – Arreglos: Alfredo Gutiérrez)
- Santa Marta (Crescencio Salcedo)
- La Cañaguatera (Isaac Carrillo)

[2020] Corazón Vallenato - Trabajo musical con canciones clásicas del vallenato romántico, interpretadas por varios artistas del género.
- Sombra Perdida (Rita Fernández)
- No Voy a Llorar (Wilfrán Castillo)

## Colaboraciones En Álbum
(2002) Llegó El Momento - Con Juan Mario De La Espriella 
- Peter Manjarres & Fabian Corrales – Alejate (J.J. Murgas)

(2004) Voy Con Todo - Con Franco Argüelles 
- Peter Manjarres  & Joe Arroyo - La Tumbacatre  (Pedro Pablo Peña)

(2007) El Papá De Los Amores - Con Sergio Luis Rodríguez 
- Peter Manjarres & Sergio Vargas - Vivo Por Ella (Leonardo Gómez Jr)

(2011) Tu número uno - Con Sergio Luis Rodríguez 
- Peter Manjarres & J Balvin - Mi Declaracion  (Jorge Luis Oñate)
- Peter Manjarres & Jorge Oñate - Juguemos En La Cama (Gustavo Calderón)
- Peter Manjarres & Poncho & Emiliano Zuleta - La Sincelejana

(2014) Mundial - Con Sergio Luis Rodríguez 
- Peter Manjarres  & Mr Black - Esta Noche Contigo (Felipe Peláez)

(2017) Lo Que Tú Querías, Un Vallenato - Con Juan Mario De La Espriella 
- Peter Manjarres & Martin Elias - Que Me Perdone El Amor (Luis Egurrola)
- Peter Manjarres & Iván Ovalle - Incompatibles (Iván Ovalle)

(2019) El Preferido - Con Daniel Maestre
- Peter Manjarres & Ana del Castillo - Dos a cero (Omár Geles)

## Composiciones
- Quédate conmigo: grabada por Peter Manjarrés & Juancho De la Espriella en el álbum Un sentimiento nuevo (2001).

- Me tiene loco: grabada por Peter Manjarrés & Juancho De la Espriella en el álbum Llegó el momento (2002).

- Cuando quiero quiero: grabada por Peter Manjarrés & Franco Argüelles en el álbum Estilo y talento (2003).

- Por ella Pierdo el año: grabada por Peter Manjarrés & Franco Argüelles en el álbum Estilo y talento (2003).

- Vellitos de oro: grabada por Peter Manjarrés & Franco Argüelles en el álbum Voy con Todo (2004).

- La de los ojitos bellos: grabada por Peter Manjarrés & Sergio Luís Rodríguez en el álbum Imbatible  (2005).

- La sincelejana: grabada por Peter Manjarrés & Sergio Luís Rodríguez A Dúo con los Hermanos "Poncho" Y Emilianito Zuleta Díaz en el álbum Tu número uno (2011).

- No me dejes: grabada por Peter Manjarrés & Sergio Luís Rodríguez en el álbum Tu número uno (2011).

- No aguanto más: grabada por felipe Peláez & Assita Feris en el álbum Con todo el corazón (2001).

- No aguanto más: grabada por Luifer Cuello & Manuel Julián Martínez en el álbum La nueva ola (2004).

- Me tiene loqueando: grabada por Michel Torres & Gustavo Osorio A dúo con el mismo Peter Manjarrés en el álbum Mi deseo más grande (2005).

- Mi traga: grabada por Fabián Corrales & José María "CHemita" Ramos en el álbum Mi deseo más grande (2005).

- No me dejes: grabada por Jorge Pabuena & Oswaldo Pabuena A dúo con el mismo Peter Manjarrés en el álbum Yo no soy malo (2012).

Y en la biografía de SAYCO aparece una canción llamada La reina del folclor: También: También compuesta por el mismo Peter Manjarrés

## Filmografía
- El secretario (telenovela colombiana), el tema Tragao de ti fue parte de la banda sonora de esta telenovela colombiana.
- Idol Colombia: programa de telerrealidad de concursantes cantantes donde fue jurado.
- Sala de Urgencias: Él mismo.
- Oye Bonita: Actuación especial como él mismo.
- Chepe Fortuna Actuación especial como él mismo.

## Vida personal
En agosto de 2016, el cantante vallenato contrajo matrimonio con María Alexandra Becerra en Bogotá, Colombia, en una boda privada en el Club El Nogal, con sus familiares y amigos más cercanos.
Manjarrés tiene tres hijas: Valerie Manjarrés de Guzmán (2006), Mariana Manjarrés Becerra (2015) y María del Carmen Manjarrés Becerra (2018).
En agosto de 2018, Manjarrés comunicó el nacimiento de su tercera hija. A través de su cuenta de Instagram, publicó la primera fotografía de María del Carmen acompañada del mensaje: «Gracias papá Dios por esta bendición. Gracias @tatabecerraq. Abuelita gracias porque desde el cielo nos cuidas. Bienvenida sea María del Carmen, hija de Dios».

## Premios y nominaciones

### Grammy Latinos
| Año  | Categoría                                                 | Resultado |
| ---- | --------------------------------------------------------- | --------- |
| 2007 | Mejor Álbum Cumbia/Vallenato por "El Papá de los Amores"  | Nominado  |
| 2008 | Mejor Álbum Cumbia/Vallenato por "Sólo Clásicos"          | Ganador   |
| 2009 | Mejor Álbum Cumbia/Vallenato por "El Caballero y El Rey"' | Ganador   |
| 2011 | Mejor Álbum Cumbia/Vallenato por "Tu Número Uno"'         | Nominado  |

### Premios Nuestra Tierra
| Año  | Categoría                                                                  | Resultado |
| ---- | -------------------------------------------------------------------------- | --------- |
| 2008 | Mejor Artista Vallenato                                                    | Nominado  |
| 2008 | Interpretación vallenata del año por "El Papá de los Amores"               | Nominado  |
| 2008 | Canción del público por "El Papá de los Amores"                            | Nominado  |
| 2009 | Artista del año                                                            | Nominado  |
| 2009 | Álbum del año por "Solo Casicos"                                           | Nominado  |
| 2009 | Canción vallenata del año por "Obsesión"                                   | Nominado  |
| 2009 | Artista vallenato del año                                                  | Nominado  |
| 2009 | Artista del público                                                        | Nominado  |
| 2010 | Artista del año                                                            | Nominado  |
| 2010 | Álbum del año por "El Caballero y El Rey"                                  | Ganador   |
| 2010 | Canción vallenata del año por "Tragao de Ti"                               | Nominado  |
| 2010 | Artista vallenato del año                                                  | Ganador   |
| 2010 | Artista del público                                                        | Nominado  |
| 2010 | Canción del público por "Tragao de Ti"                                     | Nominado  |
| 2011 | Tuitero del año por @PeterManjarres                                        | Nominado  |
| 2012 | Canción vallenata del año por "Tu Número Uno"                              | Nominado  |
| 2012 | Artista vallenato del año                                                  | Nominado  |
| 2012 | Mejor Club de Fans por "Los Peteristas"                                    | Nominado  |
| 2012 | Tuitero del año por @PeterManjarres                                        | Nominado  |
| 2013 | Álbum del año por "Bendecido"                                              | Nominado  |
| 2013 | Artista vallenato del año                                                  | Nominado  |
| 2013 | Canción vallenata del año por "Me Llevas Al Cielo"                         | Nominado  |
| 2013 | Tuitero del año por @PeterManjarres                                        | Nominado  |
| 2014 | Artista Vallenato del año                                                  | Nominado  |
| 2020 | Canción vallenata del Año por "Dos a Cero"                                 | Nominado  |
| 2020 | Artista vallenato del Año                                                  | Nominado  |
| 2021 | Canción vallenata del Año por "Amor de Locos"                              | Nominado  |
| 2021 | Artista vallenato del Año                                                  | Nominado  |
| 2022 | Mejor gira de concierto por "Batalla de Reyes y Reinas, Concierto virtual" | Nominado  |
| 2022 | Artista vallenato del Año                                                  | Nominado  |
| 2023 | Canción vallenata del Año por "Me vale ver…T"                              | Nominado  |
| 2023 | Artista vallenato del Año                                                  | Nominado  |
| 2024 | Artista vallenato del Año                                                  | Nominado  |

### Congos de Oro
Otorgado en el Festival de Orquestas del Carnaval de Barranquilla:
| Año  | Trabajo Nominado | Categoría | Resultado |
| ---- | ---------------- | --------- | --------- |
| 2006 | Peter Manjarrés  | Vallenato | Ganador   |
| 2008 | Peter Manjarrés  | Vallenato | Ganador   |
| 2013 | Peter Manjarrés  | Vallenato | Ganador   |